# Tillinge socken
Tillinge socken i Uppland ingick i Åsunda härad, ingår sedan 1971 i Enköpings kommun och motsvarar från 2016 Tillinge distrikt.
Socknens areal är 62,79 kvadratkilometer, varav 62,75 land. År 2000 fanns här 1 811 invånare. Tätorten Hummelsta, orten Tibble och Lundby samt sockenkyrkan Tillinge kyrka ligger i socknen.  

## Administrativ historik
Tillinge socken har medeltida ursprung.
Vid kommunreformen 1862 övergick socknens ansvar för de kyrkliga frågorna till Tillinge församling och för de borgerliga frågorna bildades Tillinge landskommun. Landskommunen uppgick 1952 i Åsunda landskommun som 1971 uppgick i Enköpings kommun. Församlingen uppgick 2010 i Tillinge och Södra Åsunda församling.
Den 1 januari 2016 inrättades distriktet Tillinge, med samma omfattning som församlingen hade 1999/2000. 
Socknen har tillhört län, fögderier, tingslag och domsagor enligt vad som beskrivs i artikeln Åsunda härad. De indelta soldaterna tillhörde Upplands regemente, Enköpings kompani och Livregementets dragonkår, Sigtuna skvadron.

## Geografi
Tillinge socken ligger väster om Enköping med Sagån i väster. Socknen är en slättbygd med inslag av skog.
Genom socknen löper E18 i öst-västlig riktning.

## Fornlämningar
Från bronsåldern finns spridda gravrösen, skärvstenshögar och skålgropsförekomster. Från järnåldern finns 38 gravfält, stensträngar samt två fornborgar.  Inom sockenområdet har man funnit tio runstenar. Av dessa är det två som markerar ett vadställe på Eriksgatan.
I Tillinge sockens mitt ligger skogsområdet Gataskogen, i vilket slaget vid Gataskogen utkämpades 1365.

## Namnet
Namnet skrevs 1303 Tyllingi och är en inbyggarbeteckning med efterleden inge. Förleden är tyll, 'ågren' syftande på ett bäckmöte vid kyrkan. 